# Theodoros Zagorakis
Theodoros Zagorakis (grč. Θεόδωρος Ζαγοράκης) (Lidija, Grčka, 27. listopada 1971.) je bivši grčki nogometaš. Bio je kapetan grčke nogometne reprezentacije koja je postala europski prvak na EP 2004. u Portugalu. Danas je predsjednik grčkog nogometnog kluba PAOK Solun.

## Klupska karijera

### Kavala
Zagorakis je karijeru započeo u lokalnoj Kavali koja se nalazila pokraj njegovog rodnog sela. Igrao je na poziciji defenzivnog veznog a u klubu je postao dobar prijatelj s budućim reprezentativnim suigračem Zisisom Vryzasom. Zagorakis je u Kavali bio važan igrač koji je pomogao klubu da se plasira u grčku drugu ligu.

### PAOK Solun
U zimskom prijelaznom roku u sezoni 1992./93. Zagorakis iz Kavale prelazi u PAOK Solun. U klubu je igrao do prosinca 1997. te je bio kapetan momčadi u posljednje dvije sezone. Za navijače PAOK-a je postao kultni igrač.

### Leicester City
Igrač ponovo napušta klub u zimskom transferu i prelazi u tadašnji premijerligaš Leicester City. U Engleskoj je na Wembleyju igrao u dva finala Liga kupa (poraz protiv Tottenham Hotspura i pobjeda protiv Tranmere Roversa). Međutim, igrač se razočarao u trenera Martina O'Neilla koji ga je rijetko stavljao u momčad te se zbog toga odlučio vratiti u Grčku.

### AEK Atena
Zagorakis potpisuje za atenski AEK te je tamo igrao uz sunarodnjake kao što su Michalis Kapsis, Vassilis Lakis, Demis Nikolaidis i Vassilios Tsiartas s kojima će 2004. postati europski prvak. 2002. Theodoros Zagorakis je s AEK-om osvojio grčki kup protiv rivala Olympiacosa.

### Bologna
14. srpnja 2004. Zagorakis napušta AEK i s talijanskom Bolognom potpisuje dvogodišnji ugovor vrijedan 1,5 milijuna eura po sezoni. Tokom igranja u Serie A Zagorakis je bio standardni član početnog sastava, ali momčad je ispala u Serie B nakon play-out poraza od Parme. Sljedećeg ljeta igrač je pušten iz kluba jer Bologna nije mogla omogućiti financijske uvjete koje je igrač postavio.

### PAOK Solun
Zagorakis se vraća u PAOK s kojim potpisuje dvogodišnji ugovor koji je iznosio 700.000 eura godišnje. Kada je igrač sletio zrakoplovom na aerodrom Makedonia u Solunu, čak ga je 7.000 navijača PAOK-a došlo pozdraviti.

## Reprezentativna karijera
Zagorakis je prvi puta zaigrao za grčku reprezentaciju 7. rujna 1994. protiv Farskih Otoka dok je prvi reprezentativni pogodak postigao protiv Danske u Ateni u utakmici kvalifikacija za SP u Njemačkoj 2006. Jubilarnu stotu utakmicu igrač je odigrao 17. studenog 2004. protiv Kazahstana. Danas se Zagorakis smatra rekorderom po broju nastupa za Grčku (120 nastupa) te reprezentativcem koji je najduže bio kapetan reprezentacije.
Zagorakis je imao jednu od najvažnijih uloga koja je doprinijela osvajanju europskog prvenstva 2004. u Portugalu. O tome govori i podatak da ga je UEFA proglasila igračem turnira. Također, FIFA ga je stavila na listu kandidata za svjetskog igrača godine u 2004. (završio je na 5. mjestu). Igrač drži rekord po broju najviše uzastopno odigranih utakmica za reprezentaciju (57).
Nakon 12 punih godina igranja za reprezentaciju kao njen kapetan, Zagorakis je svoje povlačenje iz grčke reprezentacije najavio 5. listopada 2006. Međutim, Zagorakis je svoju posljednju utakmicu odigrao 22. kolovoza 2007. u prijateljskom susretu protiv Španjolske u Solunu. Igrao je oko 15 minuta susreta te ga je zamijenio Giannis Goumas. Publika ga je pozdravila veličanstvenim pljeskom i pjesmom.

### Pogoci za reprezentaciju
| #  | Datum              | Mjesto                   | Protivnik         | Rezultat | Konačnica | Natjecanje                          |
| -- | ------------------ | ------------------------ | ----------------- | -------- | --------- | ----------------------------------- |
| 1. | 9. veljače 2005.   | Pirej, Grčka             | Danska            | 2 – 1    | Pobjeda   | Kvalifikacije za SP u Njemačkoj 06' |
| 2. | 21. siječnja 2006. | Riyad, Saudijska Arabija | Južna Koreja      | 1 – 1    | Remi      | Prijateljska utakmica               |
| 3. | 25. siječnja 2006. | Riyad, Saudijska Arabija | Saudijska Arabija | 1 – 1    | Remi      | Prijateljska utakmica               |

## Predsjednička karijera
28. svibnja 2007. nakon grčke Superleague All-Star utakmice, Zagorakis je najavio svoje povlačenje iz aktivnog igranja nogometa. Nakon što je proširena glasina, u konačnici je 18. lipnja 2006. objavljeno da je Zagorakis postao novi predsjednik PAOK Soluna.
Kroz sljedećih nekoliko godina klub je bio u teškoj financijskoj krizi. Zagorakis se obvezao da će u klub dovesti ulagače, povećati prihode kluba te mobilizirati navijačku bazu. Tada je izjavio: "Snaga PAOK-a je u njegovim navijačima, njegovim fanovima.... kad ne bih volio svoj klub ne bi donio ovu odluku. Situacija u PAOK-u je veoma teška te neću pokušati sakriti te probleme; učinit ću sve da riješim ova teška financijska pitanja."
Ubrzo je sazvan skup o restrukturiranju klupskog duga i momčadi, te je Zagorakis kao tehničkog direktora zaposlio bivšeg suigrača Zisisa Vryzasa. Krajem 2008. klub je uspio isplatiti većinu svojeg akumuliranog duga te je došlo do porasta prodaje ulaznica i prihoda od oglašavanja. Pod vodstvom portugalskog trenera Fernanda Santosa znatno je poboljšan i timski rad igrača na terenu.
15. prosinca 2008. Zagorakis je objavio da klub namjerava prodati nove dionice u ukupnoj vrijednosti 22,3 milijuna eura te je apelirao na male investitore. Time se očekivao priljev kapitala koji će omogućiti da klub riješi preostale financijske zaostatke te se usredotoči na budući rast.
8. listopada 2009. Zagorakis je iznenadio navijače i novinare izjavivši da daje ostavku na mjesto predsjednika kluba. U kratkom priopćenju na službenim web stranicama kluba naveo je osobne razloge koji su ga doveli do te odluke. Ubrzo ga je na toj poziciji zamijenio Zisis Vryzas. Zagorakis je ostao u bliskom kontaktu sa svojim bivšim suradnicima te je posjećivao domaće utakmice PAOK-a. 20. siječnja 2010. Theodoros Zagorakis ponovo postaje predsjednik kluba dok Vryzas preuzima mjesto potpredsjednika.

## Osvojeni trofeji

### Klupski trofeji
| Klub           | Natjecanje | Godina   |
| Engleska       | Engleska   | Engleska |
| -------------- | ---------- | -------- |
| Leicester City | Liga kup   | 2000.    |
| Grčka          |            |          |
| AEK Atena      | Grčki kup  | 2002.    |

### Reprezentativni trofej
| Portugal   | Portugal |
| Natjecanje | Trofej   |
| ---------- | -------- |
| EURO 04'   | Zlato    |

### Individualni trofeji
| Nagrada                             | Godina |
| ----------------------------------- | ------ |
| Najbolji igrač Europskog prvenstva  | 2004.  |
| Najbolja momčad Europskog prvenstva | 2004.  |

## Privatni život
Zagorakis je u braku s bivšom manekenkom Joannom Lilli s kojom ima sina i kćer. Bivši igrač se nalazi na naslovnici grčkog izdanja videoigre FIFA 2001 U svim klubovima i reprezentativnim sastavima u kojima je igrao Zagorakis je nosio je broj 7.

## Vanjske poveznice
- Zagorakis.gr  Arhivirana inačica izvorne stranice od 19. listopada 2013. (Wayback Machine)
- Nogometna baza podataka